# Piano sagittale

Piano sagittale, piano frontale e piano trasversale.

Il piano sagittale è un piano che decorre in senso antero-posteriore e divide un corpo in due parti, destra e sinistra; è uno dei principali piani anatomici.

## Caratteristiche
I piani sagittali possono essere a qualsiasi altezza, ma quello che divide il corpo in due metà a massa uguale e approssimativamente simmetriche e speculari è detto piano sagittale mediano. Gli altri, paralleli a questo, son chiamati parasagittali.

## Anatomia umana
Rispetto al piano mediano gli altri possono essere mediali, cioè prossimi al piano mediano, o laterali, più lontani. Per esempio, nell'uomo anatomico un piano sagittale che taglia il corpo umano all'altezza della spalla è più mediale di uno che si trovi all'altezza della mano, ma è più laterale di un piano che passi per il margine esterno del collo.
Nel piano sagittale i movimenti possibili sono quelli di flessione ed estensione. La flessione comporta uno spostamento in avanti, verso l'osservatore, mentre l'estensione all'indietro. Un'eccezione è rappresentata dal caso della gamba (la parte dell'arto inferiore al di sotto del ginocchio): si considera flessione il movimento che avvicina il polpaccio alla coscia. Nel caso del piede invece si può parlare di flessione dorsale (punta del piede in alto), e di flessione plantare o estensione (punta del piede in basso).